# Tiro esportivo nos Jogos Europeus de 2015 - Skeet feminino
A competição skeet feminino foi um dos eventos do tiro esportivo nos Jogos Europeus de 2015, em Baku, no Azerbaijão. Foi disputada no Centro de Tiro de Baku no dia 20 de junho.

## Calendário
Horário de verão do Azerbaijão (UTC+5).
| Data        | Horário | Fase         |
| ----------- | ------- | ------------ |
| 20 de junho | 09:35   | Qualificação |
| 20 de junho | 15:30   | Semifinal    |
| 20 de junho | 15:50   | Final        |

## Medalhistas
| Ouro   | GBR Amber Hill     |
| Prata  | ITA Diana Bacosi   |
| Bronze | ITA Chiara Cainero |

## Resultados

### Qualificação
O resultado da qualificação foi seguinte.
| Pos. | Atiradora                  | Series | Series | Series | Total | Notas                      |
| Pos. | Atiradora                  | 1      | 2      | 3      | Total | Notas                      |
| ---- | -------------------------- | ------ | ------ | ------ | ----- | -------------------------- |
| 1    | ITA Diana Bacosi           | 25     | 25     | 25     | 75    | Recorde dos Jogos Europeus |
| 2    | GBR Amber Hill             | 24     | 24     | 25     | 73    |                            |
| 3    | ITA Chiara Cainero         | 24     | 24     | 24     | 72    |                            |
| 4    | SVK Danka Barteková        | 25     | 23     | 24     | 72    |                            |
| 5    | GER Christine Wenzel       | 22     | 24     | 25     | 71    | +2                         |
| 6    | CYP Andri Eleftheriou      | 24     | 23     | 24     | 71    | +2                         |
| 7    | POL Aleksandra Jarmolinska | 24     | 23     | 24     | 71    | +1                         |
| 8    | GEO Nataliya Panas         | 25     | 24     | 22     | 71    | +1                         |
| 9    | FIN Marjut Heinonen        | 24     | 22     | 23     | 69    |                            |
| 10   | UKR Viktoriia Cherviakova  | 25     | 22     | 22     | 69    |                            |
| 11   | RUS Albina Shakirova       | 23     | 21     | 24     | 68    |                            |
| 12   | FRA Lucie Anastassiou      | 22     | 23     | 23     | 68    |                            |
| 13   | CYP Panagiota Andreou      | 22     | 21     | 24     | 67    |                            |
| 14   | GBR Elena Allen            | 24     | 20     | 23     | 67    |                            |
| 15   | SWE Therese Lundqvist      | 23     | 23     | 20     | 66    | Cb:55                      |
| 16   | CZE Libuše Jahodová        | 23     | 23     | 20     | 66    | Cb:52                      |
| 17   | RUS Anastasia Krakhmaleva  | 20     | 23     | 22     | 65    |                            |
| 18   | AZE Nurlana Jafarova       | 23     | 21     | 21     | 65    |                            |
| 19   | SVK Andrea Stranovska      | 23     | 20     | 21     | 64    |                            |

### Semifinal
O resultado da semifinal foi o seguinte.
| Pos. | Atiradora             | Pomtos | Disparo |
| ---- | --------------------- | ------ | ------- |
| 1    | ITA Diana Bacosi      | 16     |         |
| 2    | GBR Amber Hill        | 16     |         |
| 3    | SVK Danka Barteková   | 14     |         |
| 4    | ITA Chiara Cainero    | 14     |         |
| 5    | GER Christine Wenzel  | 12     |         |
| 6    | CYP Andri Eleftheriou | 12     |         |

### Final
O resultado final foi o seguinte. 
Disputa pelo bronze
| Pos.              | Atiradora           | Pontos | Disparo |
| ----------------- | ------------------- | ------ | ------- |
| Medalha de bronze | ITA Chiara Cainero  | 16     |         |
| 4                 | SVK Danka Barteková | 15     |         |

Disputa pelo ouro
| Pos.             | Atiradora        | Pontos | Disparo |
| ---------------- | ---------------- | ------ | ------- |
| Medalha de ouro  | GBR Amber Hill   | 15     | 30      |
| Medalha de prata | ITA Diana Bacosi | 15     | 29      |